# Macbeth (film fra 1908)
|  | For andre betydninger, se Macbeth (flertydig) |
Macbeth er en fransk stumfilm fra 1908 af James Stuart Blackton.

## Medvirkende
- William Ranous som Macbeth
- Paul Panzer som Macduff
- Charles Kent som Duncan
- Louise Carver som Lady Macbeth
- Édouard de Max